# Давид Вала
Давид Вала (чеськ. David Vála; нар. 17 квітня 1978, Ліберець, ЧССР) — чеський борець греко-римського стилю, срібний призер чемпіонату Європи, учасник трьох Олімпійських ігор.

## Життєпис
Боротьбою почав займатися з 1985 року. Був бронзовим призером чемпіонату світу серед юніорів. 
Виступав за клуб «PSR Olymp», Прага. Тренер — Ервін Варга.

## Спортивні результати на міжнародних змаганнях

### Виступи на Олімпіадах
| Змагання                    | Збірна | Вагова категорія                  | Місце |
| --------------------------- | ------ | --------------------------------- | ----- |
| Літні Олімпійські ігри 2000 | Чехія  | греко-римська боротьба, до 130 кг | 9     |
| Літні Олімпійські ігри 2004 | Чехія  | греко-римська боротьба, до 120 кг | 14    |
| Літні Олімпійські ігри 2012 | Чехія  | греко-римська боротьба, до 96 кг  | 12    |

### Виступи на Чемпіонатах світу
| Змагання                        | Збірна | Вагова категорія                  | Місце |
| ------------------------------- | ------ | --------------------------------- | ----- |
| Чемпіонат світу з боротьби 1997 | Чехія  | греко-римська боротьба, до 130 кг | 21    |
| Чемпіонат світу з боротьби 1999 | Чехія  | греко-римська боротьба, до 130 кг | 24    |
| Чемпіонат світу з боротьби 2001 | Чехія  | греко-римська боротьба, до 130 кг | 10    |
| Чемпіонат світу з боротьби 2003 | Чехія  | греко-римська боротьба, до 120 кг | 20    |
| Чемпіонат світу з боротьби 2005 | Чехія  | греко-римська боротьба, до 120 кг | 9     |
| Чемпіонат світу з боротьби 2006 | Чехія  | греко-римська боротьба, до 120 кг | 8     |
| Чемпіонат світу з боротьби 2007 | Чехія  | греко-римська боротьба, до 120 кг | 20    |
| Чемпіонат світу з боротьби 2007 | Чехія  | вільна боротьба, до 120 кг        | 18    |
| Чемпіонат світу з боротьби 2009 | Чехія  | греко-римська боротьба, до 96 кг  | 31    |
| Чемпіонат світу з боротьби 2010 | Чехія  | греко-римська боротьба, до 96 кг  | 16    |
| Чемпіонат світу з боротьби 2011 | Чехія  | греко-римська боротьба, до 96 кг  | 22    |
| Чемпіонат світу з боротьби 2013 | Чехія  | греко-римська боротьба, до 96 кг  | 32    |

### Виступи на Чемпіонатах Європи
| Змагання                         | Збірна | Вагова категорія                  | Місце  |
| -------------------------------- | ------ | --------------------------------- | ------ |
| Чемпіонат Європи з боротьби 2000 | Чехія  | греко-римська боротьба, до 130 кг | 5      |
| Чемпіонат Європи з боротьби 2001 | Чехія  | греко-римська боротьба, до 130 кг | 19     |
| Чемпіонат Європи з боротьби 2002 | Чехія  | греко-римська боротьба, до 120 кг | 9      |
| Чемпіонат Європи з боротьби 2003 | Чехія  | греко-римська боротьба, до 120 кг | 17     |
| Чемпіонат Європи з боротьби 2005 | Чехія  | греко-римська боротьба, до 120 кг | 12     |
| Чемпіонат Європи з боротьби 2006 | Чехія  | греко-римська боротьба, до 120 кг | 18     |
| Чемпіонат Європи з боротьби 2007 | Чехія  | греко-римська боротьба, до 120 кг | Срібло |
| Чемпіонат Європи з боротьби 2007 | Чехія  | вільна боротьба, до 120 кг        | 10     |
| Чемпіонат Європи з боротьби 2008 | Чехія  | греко-римська боротьба, до 120 кг | 5      |
| Чемпіонат Європи з боротьби 2009 | Чехія  | греко-римська боротьба, до 120 кг | 8      |
| Чемпіонат Європи з боротьби 2010 | Чехія  | греко-римська боротьба, до 96 кг  | 7      |
| Чемпіонат Європи з боротьби 2011 | Чехія  | греко-римська боротьба, до 96 кг  | 5      |
| Чемпіонат Європи з боротьби 2012 | Чехія  | греко-римська боротьба, до 96 кг  | 9      |
| Чемпіонат Європи з боротьби 2013 | Чехія  | греко-римська боротьба, до 120 кг | 13     |
| Чемпіонат Європи з боротьби 2016 | Чехія  | греко-римська боротьба, до 98 кг  | 12     |

### Виступи на інших змаганнях
| Змагання                                                             | Збірна | Вагова категорія                  | Місце  |
| -------------------------------------------------------------------- | ------ | --------------------------------- | ------ |
| Кубок Вантаа з боротьби 1996                                         | Чехія  | греко-римська боротьба, до 130 кг | Срібло |
| Кубок Вантаа з боротьби 1997                                         | Чехія  | греко-римська боротьба, до 130 кг | 4      |
| Тестовий турнір FILA 1998                                            | Чехія  | греко-римська боротьба, до 130 кг | 6      |
| Олімпійський кваліфікаційний турнір з боротьби 2000 (Фаенца)         | Чехія  | греко-римська боротьба, до 130 кг | 16     |
| Олімпійський кваліфікаційний турнір з боротьби 2000 (Клермон-Ферран) | Чехія  | греко-римська боротьба, до 130 кг | 9      |
| Гран-прі Німеччини з боротьби 2002                                   | Чехія  | греко-римська боротьба, до 120 кг | 7      |
| Олімпійський кваліфікаційний турнір з боротьби 2004 (Новий Сад)      | Чехія  | греко-римська боротьба, до 120 кг | 14     |
| Олімпійський кваліфікаційний турнір з боротьби 2004 (Ташкент)        | Чехія  | греко-римська боротьба, до 120 кг | Бронза |
| Міжнародний меморіал Дейва Шульца 2006                               | Чехія  | греко-римська боротьба, до 120 кг | Золото |
| Олімпійський кваліфікаційний турнір з боротьби 2008 (Мартіні)        | Чехія  | вільна боротьба, до 120 кг        | 18     |
| Олімпійський кваліфікаційний турнір з боротьби 2008 (Роме-Остія)     | Чехія  | греко-римська боротьба, до 120 кг | 14     |
| Олімпійський кваліфікаційний турнір з боротьби 2008 (Новий Сад)      | Чехія  | греко-римська боротьба, до 120 кг | 8      |
| Міжнародний турнір «Cristo Lutte» 2009                               | Чехія  | греко-римська боротьба, до 96 кг  | Срібло |
| Гран-прі Німеччини з боротьби 2009                                   | Чехія  | греко-римська боротьба, до 96 кг  | 5      |
| Міжнародний меморіал Дейва Шульца 2010                               | Чехія  | греко-римська боротьба, до 96 кг  | Бронза |
| Гран-прі Німеччини з боротьби 2010                                   | Чехія  | греко-римська боротьба, до 120 кг | 11     |
| Олімпійський кваліфікаційний турнір з боротьби 2012 (Софія)          | Чехія  | греко-римська боротьба, до 96 кг  | 16     |
| Олімпійський кваліфікаційний турнір з боротьби 2012 (Тайюань)        | Чехія  | греко-римська боротьба, до 96 кг  | 5      |
| Олімпійський кваліфікаційний турнір з боротьби 2012 (Гельсінкі)      | Чехія  | греко-римська боротьба, до 96 кг  | Срібло |
| Кубок Владислава Пітласинські 2013                                   | Чехія  | греко-римська боротьба, до 96 кг  | 15     |
| Олімпійський кваліфікаційний турнір з боротьби 2016 (Зренянин)       | Чехія  | греко-римська боротьба, до 98 кг  | Бронза |
| Олімпійський кваліфікаційний турнір з боротьби 2016 (Улан-Батор)     | Чехія  | греко-римська боротьба, до 98 кг  | 16     |
| Олімпійський кваліфікаційний турнір з боротьби 2016 (Стамбул)        | Чехія  | греко-римська боротьба, до 98 кг  | 16     |